# انفجار (فلم)
انفجار (بالإيطالية: Blow-Up) هو فيلم للمخرج الإيطالي مايكل أنجلو أنطونيوني لعام 1966، وإنتاج المنتج الإيطالي كارلو بونتي. الفيلم باللغة الإنجليزية وهو من نوع أفلام الغموض والإثارة، بطولة الممثل البريطاني ديفيد همينجز والممثلة البريطانية فانيسا رديغريف، والتي ترشحت 6 مرات لجائزة الاوسكار لأفضل ممثلة.
صدر الفيلم إلى دور العرض الأمريكية في 18 ديسمبر 1966، وعرض في مهرجان كان في 8 مايو 1967.
منح موقع قاعدة بيانات الأفلام على الإنترنت (IMDB) الفيلم درجة 7.5/ 10.
منح موقع قاعدة بيانات الأفلام العربية "السينما.كوم" الفيلم درجة 5.3/ 10.

## أحداث الفيلم
يعرض الفيلم يوما في حياة مصور الأزياء توماس الذي يقوم بدوره الممثل ديفيد همينجز، الذي كان يقضي ليلته في فندق رخيص لتصوير بعض صور لكتاب جديد يعده، والذي يبدو عليه أنه مصاب بملل من تكرار روتين حياته. أثناء تجوله في متنزه ماريون بلندن والمتنزه فارغا تقريبا باحثا عن لقطات فنية لكتابه، يجد اثنين من العشاق، ويقوم بالتقاط  كثيرا من اللقطات لهما، حتى تدرك الفتاة أن توماس يقوم بتصويرها وتحاول منعه والاستيلاء على آلة التصوير دون جدوى. يلتقي «توماس» بوكيل أعماله على الغذاء وأثناء ذلك يلاحظ رجل يعبث بسيارته. عند عودته إلى الإستوديو يجد الفتاة جين التي قامت بدورها الممثلة فانيسا رديغريف، والتي صورها في المتنزه، وتحاول إغرائه للحصول على الفيلم الذي يحوي صورها، يخدعها توماس ويسلمها فيلما فارغا وتخدعه هي أيضا وتكتب له رقم تليفونها غير الصحيح. يستبد حب الاستطلاع بالمصور، ويبدأ في تكبير صور الفتاة في المتنزه ليجدها تنظر بنظرات قلقة إلى مكان بعيد، وبتكبير أكثر يجد شخص يراقب الفتاة وهو يحمل مسدس. يستمر التكبير والبحث في الصور ليكتشف أن الرجل صديق الفتاة ممدد خلف الأشجار. يسارع توماس إلى المتنزه ليلا ليجد الرجل مقتولا خلف الأشجار، ويعود إلى الإستوديو ليجده في حالة فوضى وقد تم تفتيشه وسرقة كل الصور والأفلام السلبية والمحمضة أيضا، ولكن يجد صورة واحدة للجثة خلف الأشجار. يتجول توماس بالمدينة ويلمح فتاة المتنزه مرة أخرى متجهة إلى نادي ليلي، حيث يعزف الفريق الإنجليزي «اليارد بيردز»، ومع ارتفاع صوت العزف يصدر صوت مزعج من السماعات العملاقة فيصاب عازف الجيتار جيف بيك بتوتر ويقوم بتحطيم جيتاره ويلقي الأجزاء المحطمة للمشاهدين ويندفع الجميع لنيل أي جزء من جيتار العازف المشهور، ويكون عنق الجيتار من نصيب توماس الذي يقتنص عنق الجيتار ويسرع إلى الشارع، ويتلفت حوله ثم يلقي بهذا الجزء من الجيتار على الطريق ويغادر. يعود توماس ليبحث عن الجثة في المتنزه فلا يجدها، وينتهي الفيلم وتوماس يشاهد مباراة للتنس وهمية حيث يمثل اللاعبان إنهما يلعبان بدون كرة، ويتابع توماس المشاهدة ليمثل لاعب منهما إنه قذف بالكرة ناحية توماس، ويطلب منه إعادة الكرة التخيلية له، ويفعل توماس ذلك وتستمر أصوات الكرة وتتلاشى صورة توماس، لينتهي الفيلم مع صورة حشائش الملعب فقط.

## طاقم التمثيل
- ديفيد همينجز: في دور توماس

- فانيسا رديغريف: في دور جين

- سارة ميلز: في دور باتريشيا

- جون كاستيل: في دور بيل

- جين بيركين: في دور الموديل الشقراء
- جيليان هيلز: في دور امرأة سمراء
- بيتر باولز: في دور رون
- فيروشكا فون لاندورف: في دور فيروشكا فون لاندورف

- كلود تشغرين: في دور مايم
- سوزان برودريك: في دور صاحبة متجر عتيق
- تساي تشين: في دور موظفة استقبال توماس
- جيل كينينجتون: في دور عارضة
- بيجي موفيت: في دور عارضة
- هاري هاتشينسون: في دور صاحب متجر
- رونان أوكاسي: في دور عاشق جين في الحديقة
- ريج ويلكينز: في دور مساعد توماس[12][15]

## الإنتاج والتصوير والموسيقى
الفيلم مأخوذ من قصة قصيرة اسمها في لعاب الشيطان للروائي الأرجنتيني خوليو كورتازار والموجودة في كتاب مجموعة قصص قصيرة تحت عنوان نهاية اللعبة وقصص أخرى 1959 End of the Game and Other Stories. كتب هذه القصة القصيرة بناء على رواية مصور فوتوغرافي وتم تغيير اسم الرواية إلى انفجار للسينما. صورت مناظر المتنزه في متنزه ماريون ومشاهد الملهى الليلي وفريق الروك ياردبيردز The Yardbirds صورت بالإستوديو. وضع موسيقى الفيلم عازف وملحن موسيقى الجاز هربى هانكوك Herbie Hancock، كما اشترك فريق الروك الإنجليزي الياردبيردز في العزف والغناء.

## عرض الفيلم
أنتجت شركة مترو جولدوين ماير الفيلم ونزل إلى الأسواق الأوروبية مع اعتراض الهيئة الوطنية الأمريكية للآداب. كتبت مجلة تايم إن ميزانية الفيلم بلغت مليون و800000 دولار وحقق أرباح حوالي 20 مليون دولار عام 1966 وهذا ما يوازي 120 مليون دولار، كما حقق أرباح حوالى 6 ملايين دولار عام 1967 في دور السينما الأمريكية والكندية.

## استقبال الفيلم والنقد
وصف الناقد السينمائي الأمريكي أندرو ساريس الفيلم بالتحفة العصرية. أما آرثر نايت المحرر بمجلة البلاي بوي قال إن هذا الفيلم سوف يكون تاريخيا في مصاف أفلام مثل المواطن كين 1941 وهيروشيما حبي 1959 وروما مدينة مفتوحة 1945. وبحسب مجلة تايم فإنه فيلم خارج المنافسة، وإنه يمثل تغيير صارخ في الاتجاه الإبداعي للمخرج أنتونيوني، وأضافت المجلة أن هذا الفيلم سوف يسجله التاريخ السينمائي كأفضل أفلام المخرج الإيطالي مايكل أنجلو أنطونيوني. أما المخرج السويدى إنجمار برجمان، وصف الفيلم بأنه تحفة. وكتب بوسلى كروثر الناقد الفني لصحيفة نيويورك تايمز بأن الفيلم صورة رائعة وانتقد بعض الإطالة في بعض المشاهد، ولكنه أشاد بالفيلم قائلا: صور متوهجة وتركيبات ألوان تدفعنا بالإحساس بمشاعر واندفاعات بطل الفيلم.

## تحليل
في حوار مع مخرج الفيلم قال إن فيلمه ليس عن علاقة إنسان بآخر ولكنه عن علاقة الإنسان بواقعه! كتب الممثل أنتوني كوين لجريدة الغارديان إن فيلم انفجار هو فيلم عن الإدراك والغموض. وقال المؤلف توماس بليتزر إن الفيلم يستكشف صفات الإقصاء المتأصل لوسائل الإعلام، فآلة تصوير بطل الفيلم حولت المُشاهدين إلى مستقبلين فقط ومبرمجين لردود أفعال متوقعة.

## الجوائز
حصل المخرج الإيطالي مايكل أنجلو أنطونيوني على جائزة مهرجان كان 1967، كما حصل على جائزة النقابة الفرنسية لنقاد السينيما 1968 لأحسن فيلم أجنبي، كما حصل على جائزة الشريط الفضي الإيطالية 1968 لأفضل مخرج أجنبي، وأيضا حصل على الجائزة الأمريكية من الجمعية الوطنية لنقاد السينما لأفضل مخرج، وأفضل فيلم لعام 1967.

## وصلات خارجية
- مقالات تستعمل روابط فنية بلا صلة مع ويكي بيانات